# Gößmannsberg
Gößmannsberg ist ein Gemeindeteil des Marktes Wiesenttal im Landkreis Forchheim (Oberfranken, Bayern).

## Geografie
Das Dorf Gößmannsberg liegt auf einer Hochebene, die im Nordosten vom Aufseßtal, im Süden vom Wiesenttal und im Westen vom Leinleitertal begrenzt wird. Das Dorf liegt im westlichen Teil der Fränkischen Schweiz, etwa eineinhalb Kilometer westlich der Aufseß und dreieinhalb Kilometer östlich der Leinleiter. Die Nachbarorte sind Wüstenstein im Nordnordosten, Voigendorf im Südosten, Oberfellendorf im Südsüdwesten, Störnhof im Südwesten, Leidingshof im Westen und Siegritz im Nordwesten. Das Dorf wird von der Staatsstraße 2186 und der Kreisstraße FO 39 durchquert.

## Geschichte
Bis zur Gebietsreform in Bayern war Gößmannsberg ein Gemeindeteil der Gemeinde Wüstenstein im Landkreis Ebermannstadt. Die mit dem Gemeindeedikt von 1818 gebildete Gemeinde hatte 1970 insgesamt 380 Einwohner, davon 83 in Gößmannsberg. Mit der zum Ende der Gebietsreform erfolgten Auflösung der Gemeinde Wüstenstein wurde Gößmannsberg am 1. Mai 1978 ein Gemeindeteil des neu gebildeten Marktes Wiesenttal.